# Sutești
Sutești es una comuna ubicada en el distrito Vâlcea, Rumania.

## Superficie
Posee una superficie de 24,91 kilómetros cuadrados.

## Demografía
Hasta 2021 la población era de 1683 habitantes, con una densidad de población de 67,56 habitantes por kilómetro cuadrado.